# The Good Girl
The Good Girl (br Por um Sentido na Vida / pt É Agora ou Nunca) é um filme americano de 2002, uma comédia romântica estrelada por Jennifer Aniston e dirigida por Miguel Arteta.

## Sinopse
Justine Last (Jennifer Aniston) é uma mulher frustrada com seu casamento com Phil, acaba se envolvendo com Holden Worther (Jake Gyllenhaal), um colega de trabalho. Além de ter que lidar com a personalidade de Holden, a vida de Justine se transforma completamente após seu marido descobrir que ela está tendo um caso.

## Elenco
- Jennifer Aniston (Justine Last)
- Mike White (Corny)
- Jake Gyllenhaal (Holden Worther)
- Deborah Rush (Gwen Jackson)
- John Carroll Lynch (Jack Field)
- John C. Reilly (Phil Last)
- Tim Blake Nelson (Bubba)
- Zooey Deschanel (Cheryl)
- John Doe (Sr. Worther)
- Roxanne Hart (Sra. Worther)
- Michael Hyatt (Floberta)
- Jon Shere (Lester)

## Premiações
- Independent Spirit Awards de melhor roteiro